# Pentafluorure d'antimoine
Le pentafluorure d'antimoine est un composé chimique de formule SbF5. Il s'agit d'un acide de Lewis puissant qui se présente sous forme d'un liquide incolore visqueux et entre dans la composition de plusieurs superacides tels que l'acide magique HSFO3·SbF5 et l'acide fluoroantimonique HSbF6, le plus fort des acides connus, par réaction respectivement avec l'acide fluorosulfurique HSO3F et le fluorure d'hydrogène HF :
SbF5 + HSO3F → HSFO3·SbF5
SbF5 + HF → HSbF6.
Très corrosif, toxique et sensible à l'humidité, il réagit avec à peu près toutes les espèces chimiques connues. C'est un catalyseur employé dans les processus se déroulant en milieu acide, notamment avec la réaction de Friedel-Crafts et les isomérisations.

## Production
On le prépare en faisant réagir du fluorure d'hydrogène anhydre HF sur du pentachlorure d'antimoine SbCl5 :
SbCl5 + 5 HF → SbF5 + 5 HCl.
On peut également le préparer à partir de trifluorure d'antimoine SbF3, ou en traitant le pentoxyde d'antimoine Sb2O5 avec de l'acide fluorhydrique HF aqueux et évaporation subséquente de l'eau.

## Structure et propriétés chimiques
Le pentafluorure d'antimoine adopte une structure trigonale bipyramidale de groupe de symétrie D3h à l'état gazeux, mais plus complexe à l'état condensé (liquide et solide) : en phase liquide, il polymérise sous forme de [SbF4(μ-F)2]n dans lequel chaque atome d'antimoine est octaédrique, tandis qu'il cristallise sous forme de tétramères [SbF4(μ-F)]4. Les liaisons Sb-F ont une longueur de 202 pm dans l'anneau de huit unités Sb4F4, les ligands fluorure étant liés aux quatre centres Sb par des liaisons de 182 pm. Les composés apparentés que sont PF5 et AsF5 sont monomériques à l'état condensé, probablement en raison de la taille plus réduite de l'ion central, ce qui limite sa coordinence. BiF5, quant à lui, cristallise en polymérisant en chaînes (BiF5)∞.
SbF5 est un acide de Lewis fort, notamment envers les sources d'ions fluorure F− qui conduisent à la formation d'ions [SbF6]− très stables, lesquels réagissent avec un excédent de SbF5 pour donner des ions [Sb2F11]−. De la même façon que SbF5 accroît l'acidité de Brønsted de HF, il augmente le pouvoir oxydant de F2 ; cet effet est illustré par l'oxydation de l'oxygène en dioxygényle :
2 SbF5 + F2 + 2 O2 → 2 [O2]+[SbF6]−
Le pentafluorure d'antimoine a été le premier réactif connu permettant de produire du difluor F2 à partir de fluorures, en raison de la très grande affinité de SbF5 pour l'ion fluorure F− :
4 SbF5 + 2 K2MnF6 → 4 KSbF6 + 2 MnF3 + F2.

## Sécurité
Le pentafluorure d'antimoine réagit violemment avec de très nombreux composés, le plus souvent en libérant du fluorure d'hydrogène HF, un gaz très dangereux. Il est corrosif pour la plupart des matériaux. Ses projections attaquent la peau et les yeux. Son ingestion accidentelle est à l'origine de diarrhées, de nausées et de vomissements,,.